# Ekipa
Gli omakipa (singolare ekipa) sono medaglioni tradizionali in avorio indossati dalle donne del popolo Owambo (Namibia settentrionale e Angola meridionale). Sono circolari, incisi a figure geometriche e dipinti con ocra rossa; vengono fissati a lacci di pelle e portati al collo o sui fianchi. Nella tradizione owambo sono simbolo di prestigio, ed erano indossati dai membri dell'aristocrazia in occasioni particolare come riti della fertilità, matrimoni e funerali.
Recentemente, il ministro dell'ambiente e del turismo della Namibia ha posto delle restrizioni sulla produzione e vendita di omakipa, allo scopo di contrastare il commercio illegale di avorio e il bracconaggio. Questa decisione è stata criticata dal Kenya